# Centraal-Kongo

provinciegrenzen tot 2015

Centraal-Kongo (Frans: Kongo Central), vroeger Neder-Congo (Frans: Bas-Congo), is een provincie van de Democratische Republiek Congo. Hoofdstad van de provincie is de havenstad Matadi. Aan zee liggen de havenstad Banana en de stad Moanda. De provincie heeft een oppervlakte van 53.920 km². Centraal-Kongo is de enige Congolese provincie met toegang tot de zee, in casu de Atlantische Oceaan.
Van 1963 tot 1971 heette de provincie 'Congo Central', tot 1997 heette ze 'Bas-Zaïre'. Van 1997 tot 2015 heette ze Bas-Congo of Neder-Congo.
De constitutie van 2005 voorzag in een provinciale herindeling van Congo. Hierbij wordt Neder-Congo (met behoud van grondgebied) hernoemd naar Centraal-Kongo. De beoogde ingangsdatum was februari 2009, een datum die ruim werd overschreden. De herindeling ging uiteindelijk pas in juni 2015 in.

## Demografie
Er zijn geen recente cijfers van het aantal inwoners beschikbaar. De laatste volkstelling was in 1984.  Toen had de provincie een bevolking van 1.994.573 inwoners.  Geschat wordt dat het aantal inwoners in 2019 ongeveer 6.365.000 was.
* = een stadsprovincie